# Шушица (Грозешти)
Шушица (рум. Șușița) насеље је у Румунији у округу Мехединци у општини Грозешти. Oпштина се налази на надморској висини од 156 m.

## Становништво
Према подацима из 2002. године у насељу је живело 334 становника, од којих су сви румунске националности.